# Bitwa pod Sipe-Sipe
Bitwa pod Sipe-Sipe – starcie zbrojne, które miało miejsce 29 listopada 1815 w trakcie wojny o niepodległość Argentyny.
W roku 1815 oddziały powstańców dowodzone przez generała José Rondeau zajęły stanowiska w osadzie Sipe-Sipe, niedaleko Cochabamby. Przeciwko nim skierowano oddziały rojalistów pod wodzą generała Joaquína de la Pezueli, które podjęły próbę zajęcia wąwozu Tapacari oraz położonego w odległości 3,5 km od Sipe-Sipe Charapaya. 
- Joaquín de la Pezuela

W dniach 26–28 listopada rojaliści kontynuowali marsz z gór w kierunku stanowisk patriotów w Sipe-Sipe. Drugi oddział rojalistów maszerował niezauważony zboczami góry Viluma, zamierzając przypuścić atak na przeciwnika z flanki. 29 listopada wojska rojalistów podjęły atak od frontu oraz z flanki, powodując w szeregach powstańczych zamieszanie i ucieczkę. Klęska zakończyła powstanie w Alto Perú w roku 1815. 